# Езиора
Езиора (пол. Jeziora) — польский дворянский герб.

## Описание
В лазоревом поле перевязанные трижды крест-накрест фасции в перевязь между двумя золотыми звёздами.
Щит увенчан дворянскими шлемом и короной. Нашлемник: три страусовых пера. Намёт на щите лазоревый, подложенный золотом.

## Герб используют
Ян (Иван) Езиоранский, г. Езиора, жалован 05.03.1857 дипломом на потомственное дворянское достоинство Царства Польского